# Jakub Štochl
Jakub Štochl (* 2. února 1987, Československo) je český fotbalový obránce, momentálně působí v druholigovém klubu FC Sellier & Bellot Vlašim.

## Klubová kariéra
S fotbalem začínal v Hořovicích, kde působil až do roku 2006, poté přestoupil do Příbrami. Tam nastupoval zprvu za B-tým, pak si ho ale vytáhl trenér Massimo Morales do A-týmu, kde působil do roku 2011. V létě 2011 přestoupil do Jablonce.
17. května 2013 získal s Jabloncem český fotbalový pohár, finálové utkání Poháru České pošty 2012/13 proti Mladé Boleslavi se rozhodlo až v penaltovém rozstřelu, který skončil poměrem 5:4 pro Jablonec (po konci řádné hrací doby byl stav 2:2). Jakub do utkání nezasáhl.